# Джек (Алабама)
Джек (англ. Jack) — невключена територія в окрузі Коффі, штат Алабама, США.

## Демографія
Станом на липень 2007 на території мешкало 1953 осіб.
Чоловіків — 970 (49.7 %);

Жінок — 983 (50.3 %).
Медіанний вік жителів: 36.9 років;
по Алабамі: 35.8 років.

### Доходи
Розрахунковий медіанний дохід домогосподарства в 2009 році: $37,018 (у 2000: $30,223);
по Алабамі: $40,489.
Розрахунковий дохід на душу населення в 2009 році: $15,723.
Безробітні: 4,6 %.

### Освіта
Серед населення 25 років і старше:
Середня освіта або вище: 65,4 %;

Ступінь бакалавра або вище: 7,3 %;

Вища або спеціальна освіта: 1,8 %.

### Расова / етнічна приналежність
Білих — 1,682 (92.6 %);

 Афроамериканців — 59 (3.2 %);

 Індіанців — 56 (3.1 %);

 Латиноамериканців — 11 (0.6 %);

 Відносять себе до 2-х або більше рас — 8 (0.4 %);

 азіатів — 1 (0.06 %).

## Нерухомість
Розрахункова медіанна вартість будинку або квартири в 2009 році: $77,417 (у 2000: $44,800);
по Алабамі: $119,600.